# CHANCE in the Seeds of Love
『CHANCE in the Seeds of Love』（チャンス・イン・ザ・シーズ・オブ・ラブ）は、KATSUMIの1枚目のミニ・アルバム。

## 内容
前作『Seeds of Love』から続く「Seeds of Loveシリーズ」第2作目とされる初のミニ・アルバム。新星堂の対象店舗では、購入特典としてステッカーが進呈された。
キャッチフレーズは「心にふれる魂の歌声・・・」。

## 収録曲
特記以外　作詞・作曲・編曲：KATSUMI
1. こころよ
編曲：武部聡志
2. 恋文
編曲：鳥山雄司
3. 君が好きさ
4. True Love in Christmas
作曲：石川洋　編曲：武部聡志
5. 言葉のない海
編曲：鳥山雄司
6. あふれる愛を
編曲：武部聡志
7. Feelin' Blue
作詞：KATSUMI・MOYA